# BESTYO
『BESTYO』（ベスチョ）は、一青窈の初のベストアルバム。2006年11月29日リリース。初回盤特殊パッケージ仕様、ブックレットおよび引換券付。全16曲収録。

## 解説
- タイトルは「BEST」と一青窈（ひととよう）を合わせた造語。「べすとよう」ではなく「べすちょ」と読む理由は、「べすとよう」だと格好つけすぎで「べすちょ」の方がお茶目でよかったからと『めざましテレビ』に出演した際に述べている。発売記念として2006年12月3日によみうりランドで行われた初のフリーライブ「BESTYO Free CONCERTYO」も「べすちょ・ふりー・こんさーちょ」と読む。
- ジャケットデザインはアートディレクターのアラキミドリが担当。ジャケットの写真は、アラキが一青のネグリジェと過去のライブで使用した衣装を使ってデザインした衣装の胸部である。
- 初回限定盤の特典として、散文詩的セルフライナーノーツが収録されているブックレットとともに「BESTYO Free CONCERTYO」での景品引換券が同封されていたが、予想を上回る売上のためにコロムビアのホームページ上で、初回限定盤と通常盤を誤らないようにとの注意が告知される事態が起こった。
- 『BESTYO』の大ヒットを記念して、2007年4月18日に「BESTYO Free CONCERTYO」の模様の一部を収録したDVDが付いた5万枚限定盤『BESTYO+CONCERTYO』が発売された。

## 収録曲
| 全作詞: 一青窈。 |                                |           |                                    |                |      |
| #                | タイトル                       | 作詞      | 作曲                               | 編曲           | 時間 |
| 1.               | 「ハナミズキ」                 | 一青窈    | マシコタツロウ                     | 武部聡志       | 5:22 |
| 2.               | 「翡翠（ひすい）」             | 一青窈    | 武部聡志                           | 武部聡志       | 4:39 |
| 3.               | 「もらい泣き」                 | 一青窈    | 武部聡志・マシコタツロウ・溝渕大智 | 武部聡志       | 4:42 |
| 4.               | 「一思案（ひとしあん）」       | 一青窈    | 井上陽水                           | 星勝           | 5:12 |
| 5.               | 「月天心」                     | 一青窈    | 武部聡志                           | 武部聡志       | 4:53 |
| 6.               | 「影踏み」                     | 一青窈    | 都志見隆                           | 山内薫・弦一徹 | 4:23 |
| 7.               | 「うれしいこと。」             | 一青窈    | 武部聡志                           | 武部聡志       | 4:26 |
| 8.               | 「江戸ポルカ」                 | 一青窈    | 武部聡志                           | 武部聡志       | 3:30 |
| 9.               | 「大家（ダージャー）」         | 一青窈    | マシコタツロウ                     | 武部聡志       | 4:50 |
| 10.              | 「さよならありがと」           | 一青窈    | 武部聡志                           | 武部聡志       | 5:44 |
| 11.              | 「指切り」                     | 一青窈    | 小林武史                           | 小林武史       | 5:24 |
| 12.              | 「アリガ十々」                 | 一青窈    | 山内薫                             | 富田泰弘       | 4:55 |
| 13.              | 「かざぐるま」                 | 一青窈    | 武部聡志                           | 武部聡志       | 4:42 |
| 14.              | 「金魚すくい」                 | 一青窈    | 富田泰弘                           | 富田泰弘       | 4:28 |
| 15.              | 「あこるでぃおん 〜Long ver.」 | 一青窈    | 武部聡志                           | 武部聡志       | 4:30 |
| 16.              | 「てんとう虫」                 | 一青窈    | 小林武史                           | 小林武史       | 4:52 |
| 合計時間:        | 合計時間:                      | 合計時間: | 合計時間:                          | 76:32          |      |

### 楽曲解説
1. ハナミズキ
5thシングル
2. 翡翠（ひすい）
1stシングル『もらい泣き』のカップリング。
曲名は一青窈の父親が母親に贈った翡翠のピアスから。
オリジナルアルバム未収録ながらライブでは必ず歌われる曲。
3. もらい泣き
1stシングル
4. 一思案（ひとしあん）
2ndアルバム『一青想』収録曲。
松竹配給映画『珈琲時光』主題歌（本人初主演）。
5. 月天心
1stアルバム『月天心』の表題曲。
『月天心』発売の2年前に音楽プロデューサーの武部聡志と初めて作った曲。
詞は姉の一青妙が結婚式の夜に窈に送ったメールから着想された。
6. 影踏み
6thシングル
「日本中央競馬会」2005年CMソング。
友人の結婚式の時に読まれた友人の父親の手紙から着想された曲。
7. うれしいこと。
6thシングル『影踏み』のカップリング
ボシュロム・ジャパン「レニュー マルチプラス」CMソング。
芸術家・岡本太郎の作品「坐ることを拒否する椅子」に触発され作った曲で、歌詞中にも「座るのをこばんだイス」として登場する。ちなみに一青は「明日の神話再生プロジェクト」を支援する「太郎の船団 TARO'S BOATS」に参加していた。
8. 江戸ポルカ
4thシングル
東京国際ファンタスティック映画祭2003公式イメージソング。
コンセプトは「歌舞伎」と「ネコ」。平成中村座に触発され作った曲。
歌詞中にある「てとしゃん」という言葉は歌舞伎に使われる擬音語。
ライブではサビ歌唱時「招き猫ダンス」を披露する。「BESTYO Free CONCERTYO」では観客へのダンス指導も行った。
9. 大家（ダージャー）
2ndシングル
映画『風を聴く〜台湾・九份物語〜』挿入歌。
亡くなった父親への想いを歌った曲。歌詞中に登場するよみうりランドは父親との思い出の場所であり、「BESTYO Free CONCERTYO」のコンセプトとなった。
ちなみにシングル盤では「よみうりランド」が「あの遊園地」に変更されていた（発売はシングルの方が先だったが、歌詞自体は『一青想』収録版が本来のもの）。
プロモーションビデオの撮影は台湾の基隆市の情人湖と桃園県大渓鎮の大渓老街（中国語版）で行われた。
「大家」とは中国語で「全員」を意味する。
一青はこの楽曲を「何回か聞くうちにスルメのように味が出てくる」と評している。
10. さよならありがと
3rdアルバム『&』収録曲。
ミサワホーム「CENTURY」CMソング。
2006年のライブツアー「Yo&U Tour '06」では観客全員に歌詞中に登場するクチナシの苗木を贈った。
本作のプロモーションで『めざましテレビ』に生出演した際には、この曲を披露した。
11. 指切り
8thシングル
PVで披露したコンテンポラリー・ダンスが話題になった。PVは「SPACE SHOWER Music Video Awards 06」・「FEMALE VIDEO WINNER」受賞。
2006年第48回日本レコード大賞・編曲賞受賞。
ライブツアー「Yo&U Tour '06」で販売されたアートブックに収録されている「指切り」の続編とした詩は、Salyuに作詞提供した楽曲「name」の歌詞と共通する部分がある。
12. アリガ十々
1stシングル『もらい泣き』のカップリング
両親への感謝の気持ちが歌われた楽曲。
13. かざぐるま
7thシングル
東宝系映画『蟬しぐれ』イメージソング。
2005年第47回日本レコード大賞・作詩賞受賞。
2005年日本有線大賞・優秀賞受賞。
野口五郎プロデュースのカバーアルバム『PARADOX〜NEWCOVER〜』に市原利夏が美空ひばり風に歌った「かざぐるま」が収録してある。
シンガポールの歌手・蔡淳佳が北京語で「等一個晴天」として歌っているが、歌詞は別人物作で、一青は本来の作曲者である武部とともに作曲者にクレジットされている。
14. 金魚すくい
3rdシングル
マスタリングにはブライアン・ガードナーを起用。
デビュー前に詩を掲載していた車椅子利用者向け情報誌『WaWaWa』に提供した詩が原型。
台湾の夜市で、金魚すくいの露店から着想されている。
ライブでは観客に「金魚ダンス」の振り付けの指導をする。
15. あこるでぃおん 〜Long ver.
2ndシングル『大家』のカップリング。
武部聡志のピアノ演奏のみで歌ったショートバージョンが『月天心』に収録されている。
NHK教育『福祉ネットワーク』オープニングテーマ。
曲名は小学生時代、音楽の先生が弾いていたアコーディオンに由来する。
テレビ東京系列番組『みゅーじん』（2006年12月10日放送）では曲名の元となった、アコーディオンを弾いていた音楽教師と再会し、彼のアコーディオンを伴奏に涙を流しながら『あこるでぃおん』を歌う姿を見せた。
16. てんとう虫
新曲。
PVも制作され、「BESTYO Free CONCERTYO」にて初回限定盤に幇入されている引換券とPV収録DVDの交換が行われた。
友人であるNPO「テラ・ルネッサンス」の理事長・鬼丸昌也がおこなっているカンボジアでの地雷除去のボランティア活動への参加をきっかけに作った曲。
ap bank fes '06にて「このフェスのために作ってきました」と披露された。

## 演奏
ハナミズキ
- 武部聡志：All Keyboard Instruments
- 山中雅文：Synthesizer Operate
- 山木秀夫：Drums
- 美久月千晴：Bass
- 狩野義昭：Guitar

翡翠
- 武部聡志：All Keyboard Instruments
- 山中雅文：Synthesizer Operate
- 美久月千晴：Bass

もらい泣き
- 武部聡志：All Keyboard Instruments
- 山中雅文：Synthesizer Programming
- 鳥山雄司：Guitar

一思案
- 小島良喜：Keyboard
- 皆川真人：Synthesizer
- 石川鉄男、森安信夫：Synthesizer Programming
- 西川進：Guitar

月天心
- 武部聡志：Piano, All Keyboards
- 山中雅文：Synthesizer Programming
- 山木秀夫：Drums
- 美久月千晴：Bass
- 鳥山雄司：Guitar

影踏み
- 片山敦夫：Piano, All Keyboards
- 河村“カースケ”智康：Drums
- 山内薫：Bass
- 佐橋佳幸：Guitar
- 三沢またろう：Percussion
- 弦一徹ストリングス：Strings
- 弦一徹：Strings Arrangement

うれしいこと。
- 武部聡志：Keyboards
- 山中雅文：Programming

江戸ポルカ
- 武部聡志：All Keyboard Instruments
- 山中雅文：Synthesizer Operate
- 島村英二：Drums
- 美久月千晴：Bass
- 小倉博和：Guitar
- 三沢またろう：Percussion
- 弦一徹ストリングス：Strings
- 金子隆博 (BIG HORNS BEE)：Tenor Sax
- 織田浩司 (BIG HORNS BEE)：Alto Sax
- 河合わかば (BIG HORNS BEE)：Trombone
- 小林太 (BIG HORNS BEE)：Trumpet
- 佐々木史郎：Trumpet
- 野村裕幸：Trombone

大家
- 武部聡志：All Keyboard Instruments
- 山中雅文：Synthesizer Operate

さよならありがと
- 武部聡志：Piano
- 山中雅文：Programming
- 河村“カースケ”智康：Drums
- 美久月千晴：Bass
- 西川進：Guitar
- 弦一徹ストリングス：Strings

指切り
- 小林武史：Keyboards
- あらきゆうこ：Drums
- 名越由貴夫：Guitar
- 山本拓夫：Sax
- 西村浩二：Trumpet

アリガ十々
- 富田素弘：All Instruments, Programming

かざぐるま
- 武部聡志：Keyboards
- 山中雅文：Programming
- 弦一徹ストリングス：Strings

金魚すくい
- 富田素弘：All Instruments, Programming

あこるでぃおん～Long ver.
- 武部聡志：Piano
- 山中雅文：Synthesizer Operate
- 美久月千晴：Wood Bass
- 小倉博和：Acoustic Guitar
- 大儀見元：Percussion
- 武藤宏樹ストリングス：Strings

てんとう虫
- 小林武史：Keyboards, Bass
- あらきゆうこ：Drums
- 名越由貴夫：Guitar
- 安達練：Synthesizer Operate

## BESTYO+CONCERTYO
- 2007年4月18日発売。5万枚限定生産盤。
- 『BESTYO』の大ヒットを記念して発売。DVD付き。

### CD
※『BESTYO』と同内容（全16曲収録）

### DVD
- BESTYO Free CONCERTYO @ 東京よみうりランド内オープンシアターEAST

1. PROLOGUE
2. 大家（ダージャー）
3. 一思案〜月天心（メドレー）
4. かざぐるま
5. てんとう虫
6. もらい泣き
7. 江戸ポルカ
8. ハナミズキ
9. さよならありがと
10. アリガ十々

### バンドメンバー
- パーカッション： 朝倉真司
- キーボード： 紺野紗衣
- ドラム: 坂田学
- ベース： 種子田健
- ギター： 西川進
- ピアノおよび音楽監督： 武部聡志

## BESTYO+INSTYO
- 2009年1月21日発売。
- BESTYOのインスト＋8曲収録のCD3枚。

### Disc.1
※『BESTYO』と同内容（全16曲収録）

### Disc.2
1. ハナミズキ(instrumental)
2. 翡翠(instrumental)※
3. もらい泣き(instrumental)※
4. 一思案（ひとしあん）(instrumental)※
5. 月天心(instrumental)※
6. 影踏み(instrumental)※
7. うれしいこと。(instrumental)※
8. 江戸ポルカ(instrumental)※
9. 大家（ダージャー）(instrumental)※
10. さよならありがと(instrumental)※
11. 指切り(instrumental)※
12. アリガ十々(instrumental)※
13. かざぐるま(instrumental)
14. 金魚すくい(instrumental)※
15. あこるでぃおん〜Long Ver.(instrumental)※
16. てんとう虫(instrumental)※

- ※は、初CD音源化。

### Disc.3
- エンハンスド仕様（もらい泣きPV）

1. つないで手
作曲：川江美奈子／編曲：武部聡志
9thシングル
全薬工業 新リコリス「ゼンヤク」 '07TVCMイメージソング
2. 「ただいま」
作曲：川江奈美子／編曲：武部聡志
10thシングル
TBS系ドラマ「愛のうた!」主題歌
3. 受け入れて
作曲：川江奈美子／編曲：武部聡志
11thシングル
映画「パッテンライ!! 〜南の島の水ものがたり〜」主題歌
4. はじめて
作曲：マシコタツロウ／編曲：武部聡志・マシコタツロウ
12thシングル
「行列のできる法律相談所」カンボジア学校建設プロジェクトイメージソング
5. つないで手（instrumental）※
6. 「ただいま」（instrumental）※
7. 受け入れて（instrumental）※
8. はじめて（instrumental）

- ※は、初CD音源化。